# Nordostpassagen

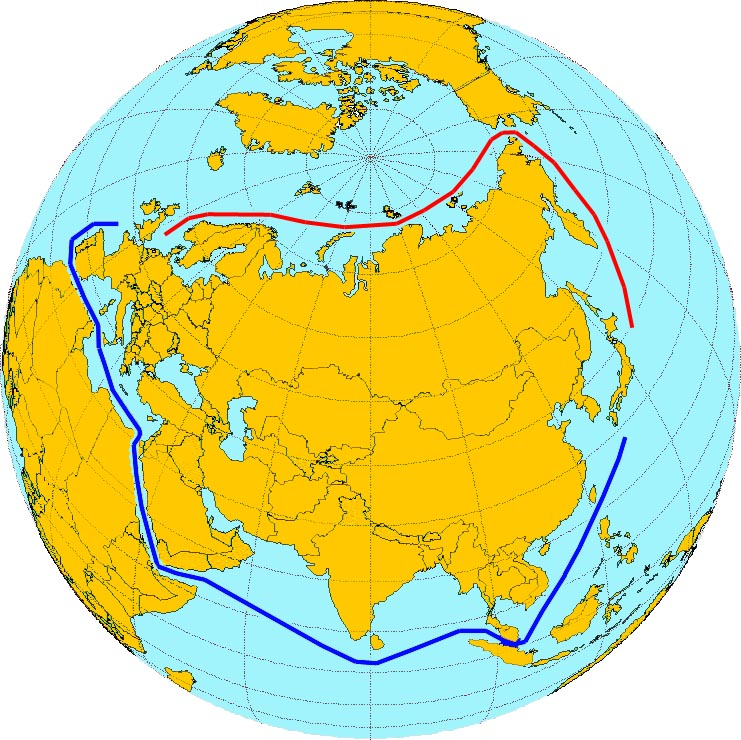
Nordostpassagen visas med en röd linje.

Nordostpassagen är sjövägen norr om Europa och Asien mellan Atlanten och Stilla havet. 

## Historik

### 1400- till 1700-talet
Intresset för en sjöväg till Asien norr om Europa väcktes tidigt och redan 1484 gjorde portugiserna ett första försök att finna en sjörutt norr om kontinenterna. Under 1500-talet började England att intressera sig för området och 1553 sändes en expedition under Hugh Willoughby och Richard Chancellor till Vita havet, varifrån de reste till Moskva, där de planerade en handelsväg mellan Sibirien och England. 1556 följde Stephen Borough och 1580 Charles Jackman och Arthur Pet, som undersökte Kolahalvön, Novaja Zemlja och Karahavet. Samtidigt började holländarna under Willem Barents att ta upp konkurrensen. Genom sina färder 1594 och 1596 upptäckte han Björnön och Spetsbergen och tog sig för en äventyrlig färd till Novaja Zemljas nordöstra kust.
Samtidigt utforskades området av ryska kosacker, som även företog flodresor till Ishavskusten och orienteringsfärder utefter densamma. Bland dessa märks främst Jermak Timofejevitj. Nikolaj Dezjnev nådde under sina resor 1647-1654 Berings sund västerifrån och fick flera efterföljare. Philip Johan von Strahlenberg upprättade kartor över norra sibiriska kusten, vilka var mycket betydelsefulla för Vitus Bering under hans mellan 1734 och 1743 genomförda expedition.

### 1800- och 1900-talet
Under de följande århundradena skedde en rad nya färder. Norrmannen E. H. Johansen kringseglade 1868-1869 Novaja Zemlja utan att upptäcka is och påträffade även fiskeredskap som flutit dit från Lofoten. Johansens observationer blev viktiga för Adolf Erik Nordenskiöld, som 1875 inledde sina expeditioner längs sibiriska kusten och som under Vegaexpeditionen 1878-1880 blev den första att färdas genom hela Nordostpassagen.
George Washington DeLong gjorde 1879-1881 ett försök att genomföra passagen i omvänd riktning, men förliste. Av vrakspillror från expeditionen kunde dock Fridtjof Nansen dra viktiga slutsatser om strömförhållandena i passagen, och 1893-1896 genomseglade han större delen av Nordostpassagen.
På 1930-talet startades kommersiell sjöfart längs hela passagen, dock endast sommartid. Under 1990-talet och det tidiga 2000-talet förekom bara sjöfart längs delar av leden.

### 2000-talet
Den 7 september 2009, under Arktis islägesminimum, lyckades två starkt isklassade fraktfartyg från det tyskägda rederiet Beluga Shipping med atomisbrytarassistans ta sig igenom hela Nordostpassagen till den sibiriska hamnen Novyj Port/Jamburg. Den globala uppvärmningen anses numera ha gjort Nordostpassagen isfri under längre tider, vilket öppnar nya möjligheter för sjöfartsnäringen.
Under 2013 har trafiken på Nordostpassagen ökat kraftigt och ett kommersiellt genombrott för passagen kan ske inom kort.
Det ryska tankfartyget Christophe de Margerie var det första kommersiella fraktfartyget som passerade Nordostpassagen utan isbrytarassistans. Det åkte från Hammerfest i Norge den 30 juli 2017 och kom fram till Boryeong i Sydkorea den 17 augusti samma år.  Enligt rederiet Sovcomflot, tog resan då en tredjedel av den tid det hade tagit om den i stället gått via Suezkanalen.